# Yoshihiro Nitta
Yoshihiro Nitta, né le 8 juillet 1980, est un fondeur et biathlète handisport japonais.

## Palmarès

### Jeux paralympiques d'hiver

#### Ski de fond
| Épreuve / Édition      | relais | sprint | 5 km   | 10 km      | 20 km |
| ---------------------- | ------ | ------ | ------ | ---------- | ----- |
| JP 1998 Nagano         | 5e     | -      | 8e     | 8e (15 km) | 8e    |
| JP 2002 Salt Lake City | 9e     | -      | Bronze | 14e        | 18e   |
| JP 2006 Turin          | -      | -      | 20e    | 13e        | 5e    |
| JP 2010 Vancouver      | 5e     | Or     | -      | Or         | -     |
| JP 2014 Sotchi         | 7e     | 12e    | -      | 17e        | 4e    |
| JP 2018 Pyeongchang    | -      | Argent | -      | Or         | -     |

#### Biathlon
| Épreuve / Édition      | 3 km | 7,5 km | 12,5 km | 15 km |
| ---------------------- | ---- | ------ | ------- | ----- |
| JP 1998 Nagano         | -    | 9e     | -       | -     |
| JP 2002 Salt Lake City | -    | 20e    | -       | -     |
| JP 2010 Vancouver      | 10e  | -      | -       | -     |